# Margarita Robles de Mendoza
Margarita Robles de Mendoza (28 de septiembre de 1896-1954) fue una feminista y sufragista mexicana; una de las voces más fuertes entre los promotores del sufragio femenino mexicano durante las décadas de 1930 y 1940, a menudo es considerada una figura polémica. Trabajó como periodista y además escribió algunos libros sobre la «ciudadanía» de las mujeres y utilizó su posición social para escribir cartas a los funcionarios gubernamentales. Fundó la Unión de Mujeres Americanas (UMA) para promover la igualdad cívica y política de las mujeres en el continente americano y dirigió el sector femenino del Partido Nacional Revolucionario. Fue representante de México en la Comisión Interamericana de Mujeres de 1930-1940 y trabajó en la oficina consular del servicio exterior de México de 1941 hasta su jubilación.

## Biografía
Margarita Robles Díaz nació el 28 de septiembre de 1896 en la Ciudad de México, México, sus padres eran Pedro Robles y Elisa Díaz. Durante la Revolución Mexicana, Robles, como muchas jóvenes de la época, se dedicó a distribuir propaganda. Estudió en la alma mater su padre la Escuela Normal Metodista de Puebla, donde obtuvo su certificado de maestra. En 1921 se graduó como psicopedagoga en el Pomona College en Claremont, California y comenzó a enseñar en California. A partir de 1922, cuando publicó un panfleto titulado: The Political Rights of the Mexican Women (Los derechos políticos de las mujeres mexicanas), Robles participó en la lucha por obtener el sufragio. Se casó con el abogado Salvador Mendoza y dio a luz a su hijo Guillermo en 1924. Desde el momento en que contrajo matrimonio, adoptó el apellido de su esposo.
A finales de la década de 1920, Robles vivía en Nueva York y trabajaba para la Secretaría de Educación de México, solicitó al presidente Emilio Portes Gil una remuneración por su servicio durante la guerra, pero no tuvo éxito. En 1928, fue enviada al suroeste de Estados Unidos para trabajar en los estados entre Texas y California promoviendo escuelas para los mexicanos. Fue seleccionada como representante de México ante la Comisión Interamericana de Mujeres (CIM) en 1930. A principios de la década de 1930, estaba de vuelta en Nueva York y escribía artículos para periódicos y revistas. Publicó tres libros: La evolución de la mujer en México (1931), una recopilación de sus conferencias; Ciudadanía de la mujer mexicana (1932), un tratado sobre la ciudadanía de las mujeres mexicanas; y  Silabario de la ciudadanía de la mujer mexicana, un silabario de los derechos de ciudadanía de las mujeres mexicanas. En esa época era una de las feministas mexicanas más claramente definidas y utilizaba la posición social de su familia para intercambiar correspondencia con funcionarios del gobierno. Escribió una carta al Jefe Máximo Plutarco Elías Calles en marzo de 1932: «El significado del voto femenino en México», donde argumentaba a favor de la igualdad cívica. Asistió a la Conferencia Panamericana en Montevideo en 1933, donde cuestionó que el matrimonio hiciera que las mujeres estuvieran subordinadas a los hombres, incluso registró la habitación de hotel para ella y su marido a su nombre, y en 1935 se quejó con el presidente Lázaro Cárdenas de que la normativa de protección laboral para mujeres que incluía aclaraciones sobre la maternidad «las situaba en un nivel inferior [a los hombres]».
Fundó la Unión de Mujeres Americanas (UMA) en 1934, para luchar por los derechos cívicos y políticos de las mujeres del continente americano y mejorar su situación social y económica. Fue la primera presidenta de la organización y estuvo acompañada de una junta internacional que inicialmente contó con representantes de Cuba, República Dominicana, Perú y Venezuela y pronto se extendió a todos los países de América Latina. Robles se unió al Partido Nacional Revolucionario en 1936, porque el partido se comprometió a reformar el artículo 34 de la constitución para conceder el voto a las mujeres. Durante este período, vivió parte del tiempo en Nueva York y otra parte en la Ciudad de México, donde tenía una oficina desde la que dirigió una campaña para educar a las mujeres acerca de sus derechos políticos y participó en mítines dando discursos acerca del sufragio. Fue un activo miembro activo del Frente Único Para los Derechos de Mujer y en 1937 se unió a las representantes del National Woman's Party de Estados Unidos en una gira por México, que culminó en un encuentro en la Ciudad de México con 25 miembros del FUPDM. Para 1938, era la líder del sector femenino del Partido Nacional Revolucionario.
En 1939 se hizo una enmienda al artículo 34 de la Constitución Mexicana concediendo el voto a las mujeres, pero requería la ratificación de 28 Estados.. En 1940, Robles reprendió a la administración del presidente Cárdenas por no presionar para conseguir la ratificación y le instó a aprobar la legislación. Ese mismo año, Amalia González Caballero de Castillo Ledón la reemplazó como representante de México ante la CIM y Robles se convirtió en tercer canciller del servicio exterior mexicano, con base en el consulado mexicano en Nueva York. Fue promovida a segunda canciller y se le trasladó a Detroit, Michigan, en 1946. Margarita Robles de Mendoza fue un personaje un tanto polarizante. A menudo sus esfuerzos eran vistos por sus compañeros mexicanos como parte de una agenda imperialista con una perspectiva pro Estados Unidos. Por otra parte, líderes estadounidenses, como Doris Stevens, quien presidió la Comisión Interamericana de Mujeres, se preguntaba si estaba realmente dedicada a «la causa» o buscaba reconocimiento personal.
Cuando se jubiló volvió a la Ciudad de México y pasó el tiempo escribiendo hasta su muerte en 1954.

## Obra
- La evolución de la mujer en México (1931)
- Silabario de la ciudadanía de la mujer mexicana (1932)
- Ciudadanía de la mujer mexicana (1932)